# Evergreen, Colorado
Evergreen är en ort (CDP) i Jefferson County, i delstaten Colorado, USA. Enligt United States Census Bureau har orten en folkmängd på 9 038 invånare (2010) och en landarea på 29,8 km².